# William Powell
William Horatio Powell (ur. 29 lipca 1892 w Pittsburghu, zm. 5 marca 1984 w Palm Springs) – amerykański aktor, trzykrotnie nominowany do Oscara dla najlepszego aktora pierwszoplanowego.
8 lutego 1960 otrzymał własną gwiazdę w Alei Gwiazd w Los Angeles znajdującą się przy 1636 Vine Street.

## Życiorys
Urodził się w Pittsburghu w stanie Pensylwania jako syn Nettie Manili Brady Powell i Horatio Warrena Powella, księgowego. W 1907 wraz z rodziną przeprowadził się do Kansas City w Missouri, gdzie cztery lata później ukończył Central High School. Po ukończeniu szkoły średniej Powell zapisał się na studia prawnicze na Uniwersytecie Kansas, ale po tygodniu przeniósł się do Nowego Jorku, gdzie uczęszczał do American Academy of Dramatic Arts.
W 1912 zaczął występować w wodewilach i grał epizodyczne role na Broadwayu, gdzie w 1920 zdobył główną rolę Javiera w melodramacie Hiszpańska miłość, który był grany przez dwa lata. Zadebiutował na ekranie w roli Foremana Wellsa w dramacie Sherlock Holmes (1922) u boku Johna Barrymore’a jako Sherlocka Holmesa. W niemym filmie historycznym Kiedy kwitło rycerstwo (When Knighthood Was in Flower, 1922) z Marion Davies wcielił się w postać króla Francji Franciszka I Walezjusza. W latach 1936–1948 brał udział w słuchowiskach radiowych Lux Radio Theatre.
Rola detektywa Nicka Charlesa w melodramacie kryminalnym W.S. Vana Dyke’a W pogoni za cieniem (The Thin Man, 1934) przyniosła mu nominację do Oscara. Za postać Godfreya Parke’a w komedii roamantycznej Gregory’ego La Cavy Mój pan mąż (My Man Godfrey, 1936) zdobył drugą nominację do Oscara. W 1947 został uhonorowany Nagrodą Stowarzyszenia Nowojorskich Krytyków Filmowych dla najlepszego aktora za rolę tytułową Clarence’a Daya w komedii familijnej Michaela Curtiza Życie z ojcem (Life with Father, 1947), a także był po raz trzeci nominowany do Oscara, i za tytułową kreację senatora Melvina G. Ashton w komedii satyrycznej Senator był niedyskretny (The Senator Was Indiscreet, 1947).

## Życie prywatne
Pierwsze małżeństwo zawarł z aktorką Eileen Wilson (1915-1930).Rozstali się w r. 1925. Z tego związku miał jedyne dziecko, syna Williama Davida. Jego drugą żoną była aktorka Carole Lombard, ( w latach 1931-1933), którą następnie poślubił Clark Gable. Od 1934 był w szczęśliwym związku z aktorką Jean Harlow, aż do jej śmierci 7 czerwca 1937, jednak nie pobrali się. W marcu 1938 u Powella zdiagnozowano raka odbytu. Przeszedł operację i eksperymentalne leczenie radem, które doprowadziło do całkowitej remisji choroby w ciągu dwóch lat. Z uwagi na stan zdrowia i smutek po śmierci Jean Harlow, Powell przez ponad rok nie zagrał w żadnym filmie w tym okresie. Jego trzecią żoną (po miesiącu narzeczeństwa) została modelką i aktorka Diana Lewis (1940-1984, do śmierci Powella), która dla rodziny zrezygnowała ze swojej kariery.

### Śmierć
Zmarł 5 marca 1984 w Palm Springs w Kalifornii w wieku 91 lat na zapalenie płuc. Został pochowany w Desert Memorial Park w Cathedral City Kalifornia.

## Filmografia
- 1922: Sherlock Holmes jako Foreman Wells
- 1922: Córka Zorry jako Ramon or Manuel Oliveros
- 1928: Ostatni rozkaz jako Lew Andrejew
- 1932: Droga bez powrotu jako Dan Hardesty
- 1934: W pogoni za cieniem jako Nick Charles
- 1934: Wielki gracz jako Jim Wade
- 1936: Wielki Ziegfeld jako Florenz Ziegfeld Jr.
- 1936: Romantyczna pułapka jako Bill Chandler
- 1936: Mój pan mąż jako Godfrey Parke
- 1945: Rewia na Broadwayu jako Florenz Ziegfeld Jr.
- 1947: Życie z ojcem jako Clarence Day Sr.
- 1953: Jak poślubić milionera jako J.D. Hanley (wyrozumiały, 56 letni milioner, wielbiciel Schatze)
- 1955: Mister Roberts jako lekarz porucznik